# 간코마루 (우주선)
간코마루(観光丸)는 RLV 단발궤도선 구상이다. 1997년 당시 공식 명칭은 가와사키 S-1으로, 가와사키 중공업과 미쓰비시 중공업에 의해 생산이 계획되었다.

## 개요
간코마루 구상은 1993년 일본로켓협회(일본어: 日本ロケット協会)에서 제안했다. 개발 비용은 1995년 기준 2조 6,700억 엔으로 예상되었다. 간코마루라는 명칭은 에도 시대 일본의 증기선인 간코마루에서 따왔다.
간코마루는 단발궤도선으로 로켓 노즐을 아래로 향하는 형태로 수직이착륙한다. 지름 18 m, 전장 22 m의 도토리 모양을 하고있다. 로켓 연료로는 액체수소와 액체 산소를 상정하고, 로켓 엔진은 원 둘레에 12기가 설치된다. 정원은 54명으로, 우주선 자체 중량 60 t, 연료 중량 495 t이 더해져, 이륙 중량은 550 t이 된다. 고도 200 km에서 3시간에 지구를 2바퀴 도는 궤도 비행을 하게 된다. 실현된다면 승객 한 명 당 300만 엔 정도의 비용으로 우주여행을 할 수 있는 획기적인 우주선 구상이다.
하지만 위의 성능을 만족하는 재사용 가능한 경량 기체의 실현 등, 구상 시점에서 기술적으로 불가능한 과제의 명확화와, 이를 해결하기 위한 돌파구가 마련되지 않는 점에서, 이후 비판을 받고있다.

## 우추마루
우추마루(宇宙丸)는 간코마루의 전 단계로서 아자부 대학(일본어: 麻布大学)의 패트릭 콜린스(영어: Patric Collins) 교수가 제안한, 고도 100 km에서 5분간의 준궤도 비행을 목적으로 하는 재사용 가능한 우주여행용 우주선이다. 지름 5.4 m, 전장 8.5 m의 원추형으로, 연료로는 액체수소와 액체산소를 사용한다. 기반 기술은 우주과학연구소에서 진행되는 재사용 로켓 실험을 이용한다는 구상이다. 로켓 엔진은 4기가 설치되며, 최고 속도는 초속 약 2 km이다. 정원은 5명 이상으로 많게 할 수 있지만, 2004년 스페이스십원과 동일하게 3명을 목표로 한다. 개발 기간은 3년, 개발 비용은 100억~300억 엔으로, 우주여행 비용은 한 명 당 30만~50만 엔까지 하락할 것으로 예상된다.

## 같이 보기
- 벤처 스타
- 스페이스십원
- 재사용 로켓 실험
- HOPE-X